# Verebes Judit
Verebes Judit (Zenta, 1993. október 14. –) vajdasági magyar színésznő.

## Életpályája
Művész családba született. Édesapja: Verebes Ernő költő, drámaíró, dramaturg, zeneszerző, pedagógus, édesanyja: Krnács Erika előadóművész, szerkesztő, pedagógus. A Zentai Gimnáziumban érettségizett. Az Újvidéki Művészeti Akadémián szerzett színészi diplomát 2018-ban. Szerepelt a Tanyaszínház tájelőadásain. 2018-tól a Zentai Magyar Kamaraszínház társulatának tagja. 2022-2023 között a Soproni Petőfi Színházban is játszott.

## Fontosabb színházi szerepei
- William Shakespeare: Sok hűhó semmiért... Hero, Leonato lánya
- Carlo Goldoni: A fogadosnő... Ortensia
- Mark Twain: Éva és Ádám naplója... Éva
- estiK (Színpadi töredékek Kosztolányi Dezső Esti-novellái alapján):... szereplő
- Molnár Ferenc: Liliom... Juli
- Csurka István: Deficit... Y.
- Tamási Áron – Szarka Gyula: Ördögölő Józsiás... Idilló, első tündér, majd Jázmina udvarhölgye
- Szabó Magda – Egressy Zoltán: Tündér Lala... Jusztin
- Hedry Mária: Tündér Míra... Tündér Míra
- Lénárd Róbert: Az égigérő fa... Etelka, a király lánya
- Mészáros Anikó: A három aranygyűrű... Királylány
- Szóló szőlő, mosolygó alma, csengő barack... Egy a sokszáz szolgáló közül; vásári árus; királykisasszony; tündér; falusi asszony
- Németh Ákos: Autótolvajok ... Nanette
- Görgey Gábor - Vörösmarty Mihály:  Handabasa, avagy a fátyol titkai .. Vilma
- Csehov: Sirály ... Mása

## Rendezései
- Raymond Queneau: Így történt...
- Németh Ákos: Babett Hazudik
- Karinthy Frigyes: Tanár úr kérem